# Dobropole (powiat łobeski)
Dobropole – wieś w Polsce położona w województwie zachodniopomorskim, w powiecie łobeskim, w gminie Dobra, przy trasie Stargardzkiej Kolei Wąskotorowej ze Stargardu do Dobrej (obecnie nieczynna).
W latach 1954–1957 wieś należała i była siedzibą władz gromady Dobropole, po jej zniesieniu w gromadzie Dobra. W latach 1975–1998 miejscowość należała administracyjnie do województwa szczecińskiego.
Przez wieś przebiega droga wojewódzka nr 144. W trakcie II wojny światowej do wsi byli przywożeni robotnicy przymusowi do pracy w majątku. Razem z dorosłymi przywożone były też dzieci, które zmuszano do katorżniczej pracy w polu lub w majątku niemieckiego właściciela. Na terenie przylegającym do kościoła chowano robotników przymusowych, którzy zmarli

## Zabytki
- park pałacowy, pozostałość po pałacu
- kościół murowany z XVI w. z drewnianą wieżą[3].